# Amtshaus

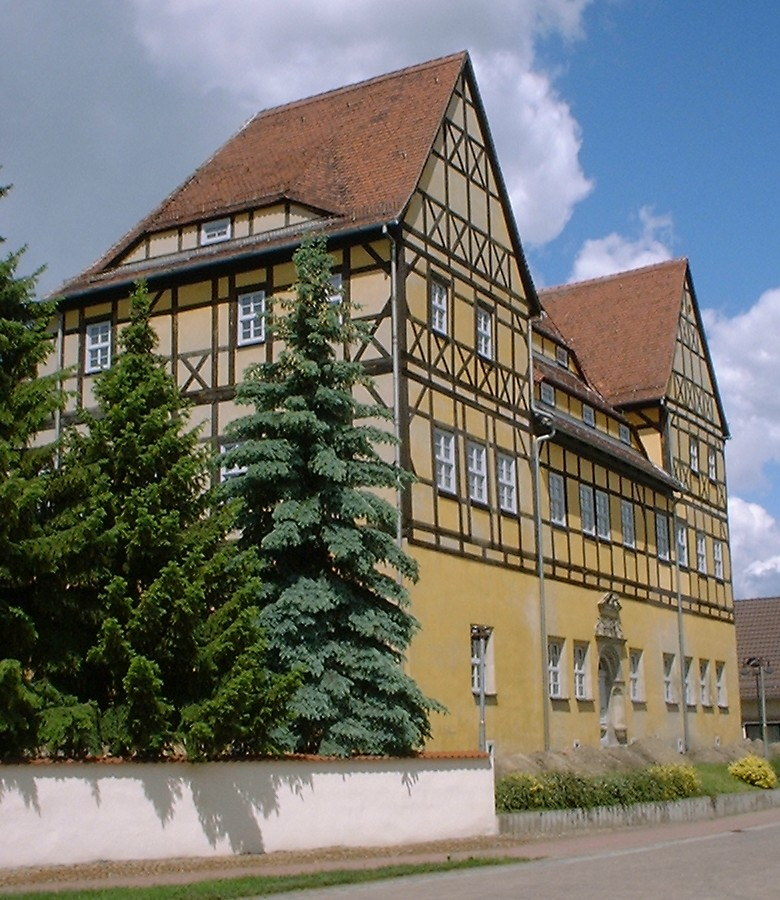
Das Amtshaus Seyda vor der letzten Sanierung noch mit gelbem Anstrich

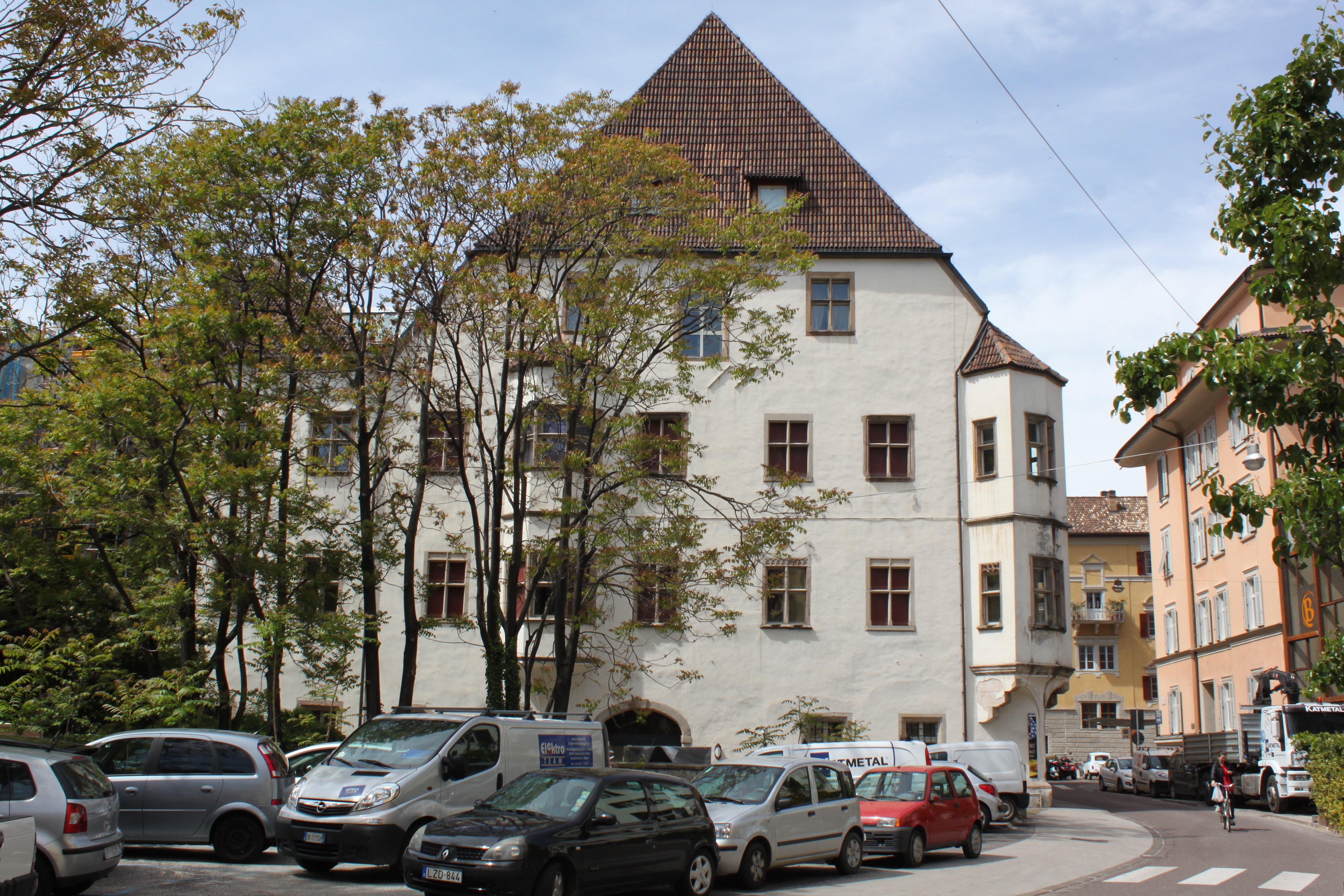
Das Landesfürstliche Amtshaus in Bozen

Amtshaus ist im deutschsprachigen Raum eine geläufige Bezeichnung für den Sitz einer Behörde oder vergleichbaren staatlichen Verwaltungseinrichtung. Häufig ist Amtshaus nur noch eine historische Bezeichnung für das entsprechende Haus, die nach einer Funktionsänderung beibehalten wurde.
Spezialisierte Amtshäuser kamen ab Beginn der Frühen Neuzeit im Heiligen Römischen Reich auf. Mit Beginn der Frühneuzeitlichen Staatsbildung entstanden neue Aufgaben, der staatliche Personalkörper erweiterte sich, neue Ämter und Behörden außerhalb des Fürstenhofs wurden gegründet. Auch territoriale Verwaltungen wurden erweitert und verdrängten durch überörtliche räumliche Amtsbildungen die mittelalterlichen Vogtbezirke des Landesherren.
Da wo es keine Landesherrlichen Burgen und Schlösser gab, wurden neue zum Teil sehr groß dimensionierte spezielle Amtshäuser errichtet. Der Behördenbau stellte eine bedeutende Neuerung im herrschaftlichen Handeln dar. Sie standen anders als Burgen und Schlösser nicht für Trutz oder Repräsentation, sondern für Funktionalität, Sachlichkeit und Ordnungsbewusstsein und prägten den frühneuzeitlichen staatlichen Charakter.

## Einzelne als Amtshaus bezeichnete Gebäude

### Deutschland
Amtshaus bezeichnet in Deutschland nur mehr bestimmte historische Verwaltungs- bzw. Dienstgebäude.
- Altes Amtshaus (Ailringen)
- Amtshaus Annaburg, erbaut 1578
- Bremisches Amtshaus, 1829 für das Hansestadt Bremische Amt in Bremerhaven erbaut
- Altes Amtshaus in Castell (Unterfranken), Landkreis Kitzingen, Bayern, eingerichtet 1617, siehe Im Oberdorf 9 (Castell)
- Neues Amtshaus in Castell (Unterfranken), Landkreis Kitzingen, Bayern, erbaut 1795, siehe Bergstraße 5 (Castell)
- Hannoversches Amtshaus in Bremerhaven-Lehe, früher Amts- und Obergericht
- Amtshaus (Gotha) Hauptteil erbaut 1634–1638, u. a. Verwaltungsbau für das Amt Gotha
- Amtshaus (Leipzig) aus dem 14. Jahrhundert
- Altes Amtshaus Langerfeld, 1838 erbautes Amtsgebäude im heutigen Wuppertal
- Castellsches Amtshaus (1648), Rödelsee, Landkreis Kitzingen, Bayern
- Altes Amtshaus (Unna), 1817 erbaute Station der Route der Industriekultur
- Knochenhaueramtshaus, Hildesheim
- Amtshaus Schweinitz, Verwaltungszentrum des kursächsischen Amt Schweinitz
- Amtshaus Schlieben, Verwaltungszentrum des kursächsischen Amt Schlieben (Kurfürstentum Sachsen)
- Altes Amtshaus (Vellberg)
- Amtshaus Weinheim, siehe Museum der Stadt Weinheim
- Altes Amtshaus Wildeshausen, 1729/30 erbaut für das von 1700 bis 1803 bestehende Hannoversche Amt Wildeshausen

In Berlin hießen diese Außenstellen der Bezirksämter zwischen (etwa) 1871 und 1945 „Ortsämter“ (ohne Haus), untergebracht meist in bauernhausähnlichen Gebäuden für die kommunale Verwaltung „vor Ort“.

### Italien
- Landesfürstliches Amtshaus in Bozen (Südtirol)

### Österreich
Niederösterreich
- Amtshaus Edlitz

Wien
- Amtshaus für den 2. und 20. Bezirk
- Amtshaus für den 6. und 7. Bezirk
- Amtshaus für den 10. Bezirk
- Amtshaus für den 13. und 14. Bezirk
- Amtshaus für den 21. Bezirk
- Amtshaus Liesing (23. Bezirk)
- Amtshaus Grabnergasse

### Schweiz
- Amthaus (Aarau), Amthaus des Bezirks Aarau
- Amthaus (Baden), Rathausgasse 3, Amthaus des Bezirks Baden
- Amthaus (Bern), Hodlerstrasse 7, Kantonales Amthaus
- Altes Amthaus (Biel), Burggasse 21, ehemaliges Amthaus des Bezirks Biel (bis 1899)
- Neues Amthaus (Biel), Spitalstrasse 14, Amthaus des Bezirks Biel
- Amthaus (Olten), Froburgstrasse 1/Römerstrasse 2, Amthaus des Bezirks Olten-Gösgen
- Amthaus I (Solothurn), Bielstrasse 1
- Amthaus II (Solothurn), Westbahnhofstrasse 16 (ehemalige Kantonale Ersparniskasse)
- Amtshaus (Muri)
- Muri-Amthof, das ehemalige Amthaus des Klosters Muri in Bremgarten